# João Miguel
João Miguel Serrano Leonelli, mais conhecido apenas como João Miguel (Salvador, 1 de janeiro de 1970), é um ator, roteirista e diretor brasileiro, filho do político Domingos Leonelli e da artista plástica Magali Serrano. Conhecido por suas performances no cinema, televisão e teatro, ele recebeu diversos prêmios incluindo três Grande Otelos, um Kikito, um ACIE, três Guaranis, um Shell e um APCA.

## Biografia
Nascido em Salvador, João cresceu em um ambiente envolvido com a arte. Seu pai, Domingos Leonelli, era produtor teatral na década de 1960. Sua mãe, Magali Serrano, é artista plástica e foi através de um namorado dela, produtor de teatro, que João teve sua primeira experiência como ator em uma peça infantil. João é tataraneto de um anarquista italiano e de uma mulher negra descendente de escravos. Ele próprio define essa união como fonte de uma família "nervosa e comunista".
Aos 9 anos, ele estreou na televisão em uma participação no programa Bombom Show, de Nonato Freire. Com 13 ou 14 anos, estreia como ator principal na peça A Viagem de Um Barquinho, com direção de Petinha Barreto e com a participação de Leninha Barreto. Depois trabalhou em circo, e, junto a crianças de rua, apresentou peças em escolas, hospitais públicos e favelas de Salvador e do interior da Bahia. Aos 17 anos, foi para o Rio de Janeiro e teve a sua formação como ator na Casa de Arte das Laranjeiras (CAL), onde conheceu Luiz Carlos Vasconcelos, ator e diretor do Grupo Piolim. Em seguida, foi para João Pessoa, onde aperfeiçoou sua arte circense com Luiz Carlos, e depois viajou o Brasil e o mundo acompanhando a peça O Vau da Sarapalha.

## Carreira
Depois de muito trabalho, finalmente foi consagrado com o monólogo Bispo, que conta a história do artista sergipano Arthur Bispo do Rosário, o qual encenou por anos em várias cidades brasileiras. Por sua atuação no espetáculo ele venceu o Prêmio Braskem de Teatro e recebeu sua primeira indicação ao Prêmio Shell na categoria melhor ator. O sucesso interpretando Bispo do Rosário fez com que ele fosse convidado pelo diretor José Araripe Jr para interpretá-lo novamente no filme Esses Moços, de 2004.
Após a boa repercussão com a peça Bispo, João recebeu o convite do diretor Marcelo Gomes para estrelar o filme Cinema, Aspirinas e Urubus, de 2005, com o qual ganhou muitos prêmios, inclusive no Festival de Cinema de Cannes. O próprio ator o considera um dos melhores filmes que já fez. Por esse trabalho, o ator recebeu sua primeira indicação da Academia Brasileira de Cinema ao Grande Otelo de melhor ator. Ele também se saiu vitorioso no Prêmio Guarani, levando o prêmio de melhor ator, e em diversos festivais nacionais e internacionais. No mesmo ano ele ainda esteve em mais dois filmes: Eu Me Lembro e Cidade Baixa, pelo qual recebeu indicação ao Grande Otelo de melhor ator coadjuvante. Ainda em 2005, teve seu primeiro destaque na televisão participando da série Carandiru, Outras Histórias.
Atualmente, João Miguel é um dos mais talentosos e versáteis atores de sua geração, como apontam os críticos. Em O Céu de Suely, filme de 2006, ele interpretou João, par romântico da protagonista, interpretada por Hermila Guedes. Em 2007, esteve em Mutum. Novamente, o ator foi bastante elogiado por estes trabalhos, conseguindo o feito de ter sido indicado pela Academia nas categorias de melhor ator, por Mutum, e melhor ator coadjuvante, por O Céu de Suley, na mesma edição do Grande Otelo, em 2008. Foi também em 2007 que João Miguel teve mais espaço na televisão, fazendo participações nos seriados A Grande Família e Antônia, e tendo destaque na grande produção Amazônia, de Galvez a Chico Mendes.
Em 2008, ele alcançou sua consagração no cinema o obteve muito reconhecimento por sua atuação no sucesso Estômago, de Marcos Jorge, onde ele deu vida ao cozinheiro Raimundo Nonato, conhecido como Alecrim. O filme foi aclamado pela crítica e João foi vencedor de prêmios em festivais de cinema, nacionais e internacionais, como no Festival do Rio e na Semana Internacional de Cine de Valladolid. Além dos prêmios dos festivais, ele recebeu sua quinta indicação da Academia ao Grande Otelo e se saiu vencedor pela segunda vez no Prêmio Guarani, como melhor ator.
Após o sucesso de Estômago, João ganhou maior projeção nacional. Ele continuou com projetos no cinema, como no filmes Bonitinha, Mas Ordinária, Se Nada Mais Der Certo e Hotel Atlântico. Em 2011, ele foi convidado para atuar pela primeira vez uma novela. Em Cordel Encantado, interpretou o cangaceiro Belarmiro, o qual era bastante vaidoso e tinha gestos femininos. Por sua atuação na novela, ele recebeu uma indicação no Prêmio Qualidade Brasil na categoria melhor ator coadjuvante em televisão. Após seu primeiro grande trabalho na televisão, o ator voltou a se dedicar ao cinema.
Em 2012, estrelou, ao lado de Caio Blat e Felipe Camargo, o filme Xingu, que conta a trajetória dos irmãos Villas-Bôas a partir do momento em que se alistam para a Expedição Roncador-Xingu, parte da Marcha para o Oeste de Getúlio Vargas, em 1943. Selecionado para o Festival de Berlim, esse trabalho rendeu ao ator indicações a diversos prêmios, incluindo o Grande Otelo e o Prêmio Guarani. O filme mais tarde foi exibido em formato de minissérie pelo Canal Globo com algumas cenas adicionais. Também em 2012 protagonizou o filme À Beira do Caminho ao lado de Dira Paes, vencendo o Troféu Calunga de melhor ator no Cine PE.
Repetiu parceria com Hermila Guedes em Era uma Vez Eu, Verônica em 2012. No mesmo ano, estreou Gonzaga: de Pai pra Filho onde ele deu vida a Miguelzinho, trabalho pelo qual ele se saiu vencedor pela primeira vez no Grande Otelo, depois de seis indicações, na categoria de melhor ator coadjuvante. Este filme também foi foi exibido em formato de minissérie pelo Canal Globo em 2013. Foi neste ano também que ele se destacou novamente na televisão na minissérie O Canto da Sereia, interpretando o personagem Só Love.
Produzido em 2011 e lançado em 2016, o filme A Hora e a Vez de Augusto Matraga foi outro destaque na carreira do ator no cinema. Este é baseado no conto de mesmo nome do livro Sagarana, de João Guimarães Rosa, que já havia sido adaptado décadas antes por Roberto Santos no filme de 1965. Interpretando o protagonista, Augusto Matraga, João foi bastante elogiado pela crítica e recebeu o Prêmio APCA de melhor ator em cinema, além de mais uma vez ter sido indicado ao Grande Otelo e o Prêmio Guarani de melhor ator.
Em 2014, interpretou seu primeiro protagonista em televisão na série policial A Teia, produzida e exibida semanalmente pela TV Globo, atuando com Paulo Vilhena, Andreia Horta, Michel Melamed e grande elenco. Em 2015 foi um dos protagonistas da minissérie Felizes para Sempre?, fazendo par romântico com Adriana Esteves. Em 2016 protagonizou a primeira série da Netflix produzida no Brasil, 3%. Ambientada em um Brasil futurístico e apocalítico, ele interpretou Ezequiel, o responsável por selecionar pessoas para sair da Terra.
Em 2018, interpretou Odair na série Assédio, do Globoplay, que conta a história do médico Roger Abdelmassih, especialista em reprodução humana condenado por delitos de abuso sexual a suas pacientes. Em 2019, foi convidado pelo diretor Allan Deberton para participar do filme Pacarrete, estrelado por Marcélia Cartaxo, onde interpretou o doce Miguel. Ele foi premiado no Festival de Gramado com o Kikito de melhor ator coadjuvante e foi indicado ao Grande Otelo, também de ator coadjuvante, por seu trabalho no filme.

## Filmografia

### Televisão
| Ano     | Título                             | Papel               | Notas                           |
| ------- | ---------------------------------- | ------------------- | ------------------------------- |
| 2002    | Pastores da Noite                  | Chico Pinóia        |                                 |
| 2005    | Carandiru, Outras Histórias        | Edelson dos Reis    |                                 |
| 2007    | Amazônia, de Galvez a Chico Mendes | Heraldo             |                                 |
| 2007    | Te Quiero América                  | Francisco           |                                 |
| 2007    | Antônia                            | Edmundo             | Episódio: "Ligação a Cobrar"    |
| 2007    | A Grande Família                   | Plínio              | Episódio: "Bonequinha do Papai" |
| 2008    | A Grande Família                   | Plínio              | Episódio: "A Grande Gentalha"   |
| 2008    | Casos e Acasos                     | Teles               | Episódio: "O Ex, a Promoção"    |
| 2008    | Ó Paí, Ó                           | Mário               |                                 |
| 2008    | Alice                              | Plínio              | Episódio: "Em Queda Livre"      |
| 2009    | O Louco dos Via-Dutos              | Jeremias            |                                 |
| 2011    | Cordel Encantado                   | Belarmino (Bel)     |                                 |
| 2011    | Força Tarefa                       | Carlos Henrique     | Episódio: "10 de novembro"      |
| 2012    | Xingu                              | Cláudio Villas Bôas |                                 |
| 2013    | O Canto da Sereia                  | Só Love             |                                 |
| 2013    | Gonzaga - de Pai pra Filho         | Miguelzinho         |                                 |
| 2014    | A Teia                             | Jorge Macedo        |                                 |
| 2015    | Felizes para Sempre?               | Hugo Drummond       |                                 |
| 2016–18 | 3%                                 | Ezequiel            | 1ª e 2ª Temporadas              |
| 2018    | Assédio                            | Odair José Miranda  | [ 25 ]                          |

### Cinema
| Ano  | Título                            | Papel                     | Notas             |
| ---- | --------------------------------- | ------------------------- | ----------------- |
| 2004 | Esses Moços                       | Arthur Bispo do Rosário   |                   |
| 2005 | Cinema, Aspirinas e Urubus        | Ranulpho                  | também roteirista |
| 2005 | Eu Me Lembro                      | Edgard Navarro            |                   |
| 2005 | Cidade Baixa                      | Edvan                     |                   |
| 2006 | O Céu de Suely                    | João                      |                   |
| 2007 | Deserto Feliz                     | Mão de Veia               |                   |
| 2007 | Mutum                             | Pai                       |                   |
| 2008 | Estômago                          | Raimundo Nonato (Alecrim) |                   |
| 2008 | Bonitinha, Mas Ordinária          | Edgard                    |                   |
| 2009 | Se Nada Mais Der Certo            | Wilson                    |                   |
| 2009 | Hotel Atlântico                   | Sebastião                 |                   |
| 2010 | Ex Isto                           | René Descartes            |                   |
| 2010 | A Suprema Felicidade              | Bené                      |                   |
| 2011 | O Jardim das Folhas Sagradas      | Castro                    |                   |
| 2012 | Xingu                             | Cláudio Villas Bôas       |                   |
| 2012 | À Beira do Caminho                | João                      |                   |
| 2012 | Gonzaga - de Pai pra Filho        | Miguelzinho               |                   |
| 2012 | Periscópio                        | Elvio                     |                   |
| 2012 | Éden                              | Pastor Naldo              |                   |
| 2013 | Era Uma Vez Eu, Verônica          | Gustavo                   |                   |
| 2015 | A Hora e a Vez de Augusto Matraga | Augusto Matraga           |                   |
| 2015 | Òrun Àiyé - A Criação do Mundo    | Olodumaré                 |                   |
| 2016 | Canção da Volta                   | Eduardo                   | [ 32 ]            |
| 2016 | Quase Memória                     | Ernesto                   | [ 33 ]            |
| 2019 | Pacarrete                         | Miguel                    |                   |
| 2021 | Matar a la bestia                 | Lautaro                   | filme argentino   |
| 2022 | Depois do Universo                | Alberto                   |                   |
| 2024 | Estômago 2 - O Poderoso Chef      | Raimundo Nonato           |                   |

## Teatro
| Ano  | Título                   | Papel                   | Notas |
| ---- | ------------------------ | ----------------------- | ----- |
| 1985 | A Viagem de Um Barquinho |                         |       |
| 1992 | O Vau da Sarapalha       |                         |       |
| 2001 | Bispo                    | Arthur Bispo do Rosário |       |
| 2008 | Zeluda                   | Zeluda                  |       |
| 2010 | Só                       | Ranulpho                |       |

## Prêmios e indicações
| Ano  | Categoria                                          | Premiação                          | Nomeações                         | Resultado |
| ---- | -------------------------------------------------- | ---------------------------------- | --------------------------------- | --------- |
| 2001 | Prêmio Braskem de Teatro                           | Melhor Ator                        | Bispo                             | Venceu    |
| 2003 | Prêmio Shell de Teatro                             | Melhor Ator                        | Bispo                             | Indicado  |
| 2005 | Mostra Internacional de Cinema de São Paulo        | Melhor Ator                        | Cinema, Aspirinas e Urubus        | Venceu    |
| 2005 | Festival Internacional de Cinema do Rio            | Melhor Ator                        | Cinema, Aspirinas e Urubus        | Venceu    |
| 2006 | Festival Sesc Melhores Filmes                      | Melhor Ator                        | Cinema, Aspirinas e Urubus        | Venceu    |
| 2006 | Prêmio Qualidade Brasil                            | Melhor Ator em Cinema              | Cinema, Aspirinas e Urubus        | Indicado  |
| 2006 | Prêmio Contigo! de Cinema Nacional                 | Melhor Ator                        | Cinema, Aspirinas e Urubus        | Venceu    |
| 2006 | Festival Internacional de Cinema de Guadalajara    | Melhor Ator                        | Cinema, Aspirinas e Urubus        | Venceu    |
| 2006 | Festival de Cinema e Vídeo de Cuiabá               | Melhor Ator                        | Cinema, Aspirinas e Urubus        | Venceu    |
| 2006 | Prêmio Guarani de Cinema Brasileiro                | Melhor Ator                        | Cinema, Aspirinas e Urubus        | Venceu    |
| 2006 | Prêmio Guarani de Cinema Brasileiro                | Melhor Revelação                   | Cinema, Aspirinas e Urubus        | Indicado  |
| 2007 | Grande Prêmio do Cinema Brasileiro                 | Melhor Ator                        | Cinema, Aspirinas e Urubus        | Indicado  |
| 2007 | Grande Prêmio do Cinema Brasileiro                 | Melhor Coadjuvante Ator            | Cidade Baixa                      | Indicado  |
| 2007 | Festival Internacional de Cinema do Rio            | Melhor Ator                        | Estômago                          | Venceu    |
| 2008 | Semana Internacional de Cine de Valladolid         | Melhor Ator                        | Estômago                          | Venceu    |
| 2008 | Prêmio Contigo! de Cinema Nacional                 | Melhor Ator                        | Estômago                          | Indicado  |
| 2008 | Festival Internacional de Cinema de Punta del Este | Melhor Ator                        | Estômago                          | Venceu    |
| 2008 | Grande Prêmio do Cinema Brasileiro                 | Melhor Coadjuvante Ator            | O Céu de Suely                    | Indicado  |
| 2008 | Grande Prêmio do Cinema Brasileiro                 | Melhor Ator                        | Mutum                             | Indicado  |
| 2009 | Prêmio Guarani de Cinema Brasileiro                | Melhor Ator Coadjuvante            | Mutum                             | Indicado  |
| 2009 | Prêmio Guarani de Cinema Brasileiro                | Melhor Ator                        | Estômago                          | Venceu    |
| 2009 | Festival Sesc Melhores Filmes                      | Melhor Ator                        | Estômago                          | Venceu    |
| 2009 | Grande Prêmio do Cinema Brasileiro                 | Melhor Ator                        | Estômago                          | Indicado  |
| 2009 | Prêmio ACIE de Cinema                              | Melhor Ator                        | Estômago                          | Venceu    |
| 2009 | Festival de Cinema Brasileiro de Paris             | Melhor Ator                        | Se Nada Mais Der Certo            | Venceu    |
| 2009 | Miami Brazilian Film Festival                      | Melhor Ator                        | Se Nada Mais Der Certo            | Venceu    |
| 2010 | Prêmio Shell de Teatro                             | Melhor Ator                        | Só                                | Venceu    |
| 2010 | Prêmio Guarani de Cinema Brasileiro                | Melhor Ator Coadjuvante            | Hotel Atlântico                   | Indicado  |
| 2011 | Prêmio Arte Qualidade Brasil                       | Melhor Ator Coadjuvante            | Cordel Encantado                  | Venceu    |
| 2011 | Festival Internacional de Cinema do Rio            | Melhor Ator                        | A Hora e a Vez de Augusto Matraga | Venceu    |
| 2012 | Los Angeles Brazilian Film Festival                | Melhor Ator                        | A Hora e a Vez de Augusto Matraga | Venceu    |
| 2012 | Cine Pernambuco – Festival do Audiovisual          | Melhor Ator                        | À Beira do Caminho                | Venceu    |
| 2012 | Prêmio Contigo! de Cinema Nacional                 | Melhor Ator                        | Xingu                             | Indicado  |
| 2013 | Grande Prêmio do Cinema Brasileiro                 | Melhor Ator                        | Xingu                             | Indicado  |
| 2013 | Prêmio ACIE de Cinema                              | Melhor Ator                        | Xingu                             | Indicado  |
| 2013 | Prêmio Guarani de Cinema Brasileiro                | Melhor Ator Coadjuvante            | Xingu                             | Indicado  |
| 2013 | Prêmio Guarani de Cinema Brasileiro                | Melhor Ator                        | À Beira do Caminho                | Indicado  |
| 2013 | Grande Prêmio do Cinema Brasileiro                 | Melhor Coadjuvante Ator            | Gonzaga - de Pai pra Filho        | Venceu    |
| 2013 | Cine Pernambuco – Festival do Audiovisual          | Melhor Ator                        | Bonitinha, Mas Ordinária          | Venceu    |
| 2013 | Festival Sesc Melhores Filmes                      | Melhor Ator                        | Era Uma Vez Eu, Verônica          | Venceu    |
| 2015 | Prêmio Contigo! de TV                              | Melhor Ator de Série ou Minissérie | Felizes para Sempre?              | Indicado  |
| 2015 | Prêmio Extra de Televisão                          | Melhor Ator Coadjuvante            | Felizes para Sempre?              | Indicado  |
| 2016 | Grande Prêmio do Cinema Brasileiro                 | Melhor Ator                        | A Hora e a Vez de Augusto Matraga | Indicado  |
| 2016 | Prêmio Guarani de Cinema Brasileiro                | Melhor Ator                        | A Hora e a Vez de Augusto Matraga | Indicado  |
| 2016 | Prêmio APCA de Cinema                              | Melhor Ator                        | A Hora e a Vez de Augusto Matraga | Venceu    |
| 2019 | Festival de Cinema de Gramado                      | Melhor Ator Coadjuvante            | Pacarrete                         | Venceu    |
| 2020 | Prêmio Braskem de Teatro                           | Melhor Direção                     | Das Coisas Dessa Vida             | Indicado  |
| 2021 | Festival Sesc Melhores Filmes                      | Melhor Ator Nacional               | Pacarrete                         | Indicado  |
| 2021 | Grande Prêmio do Cinema Brasileiro                 | Melhor Ator Coadjuvante            | Pacarrete                         | Venceu    |
| 2021 | Prêmio Guarani de Cinema Brasileiro                | Melhor Ator Coadjuvante            | Pacarrete                         | Venceu    |
| 2024 | Festival de Gramado                                | Melhor Ator                        | Estômago 2: O Poderoso Chef       | Venceu    |
| 2024 | Los Angeles Brazilian Film Festival                | Melhor Ator                        | Estômago 2: O Poderoso Chef       | Indicado  |